# Mario Contreras Sotomayor
Mario Contreras Sotomayor es un músico multiinstrumentista chileno, quien desde el año 2002 forma parte de la facción francesa de la banda Quilapayún.
Contreras ingresa a Quilapayún, junto con Álvaro Pinto, en reemplazo de Guillermo García.
También colabora asiduamente con Los Calchakis.[cita requerida]